# Vila „Serena”
Vila "Serena" je epizoda strip serijala Dilan Dog objavljena u Srbiji u #19. obnovljene edicije Zlatne serije koju je pokrenuo Veseli četvrtak. Sveska je izašla 12. marta 2020. god. i koštala 350 dinara (3,45 $; 2,96 €). Imala je 128 stranica. Epizoda "Vila Serena" nalazi se na str. 5-98. Posle nje nalazi se epizoda "Lavirint" na str. 99-122. Na kraju sveske nalazi se kratak strip Suzi & Merci "Bla-Bla kult" (str. 123-124).

## Originalna epizoda
Epizoda je premijerno objavljena u Italiji kao Dylan Dog Magazine 2017 pod nazivom Villa "Serena" u izdanju Bonelija 25. marta 2017. godine. Epizodu je nacrtao Riccardo Trotti, a scenario napisao Alberto Ostini. Naslovnu stranu nacrtao je Bruno Brindizi.

## Kratak sadržaj
Prolog Tri stanara staračkog doma Vila “Serena” – Trevis Guden, Majkl Velš i Džerom Blant – tajno se sastaju s vremena na vreme u prostoriji da bi krišom pili viski. Igrom slučaja nailaze na otvor u zidu koji vodi u drugu prostoriju u kojoj se nalazi rupa u podu puna vode. U mračnoj rupi se, međutim, nalazi nešto što privlači njihovu pažnju.
Šest nedelja kasnije, dok Dilan i Blok šetaju Vikedfordom, u iznenadnu posetu dolazi Blokova majka. Ona objašnjava Dilanu i Bloku da je razmišlja da s uda za Trevisa Gudena, bivšeg pilota RAF-a, koji se nalazi u starčkom domu Vila “Serena”. Međutim, Guden je iznenanda nestao. Majka nagovara Dilana i Bloka da zajedno krenu u Vilu Serenu i istraže šta se desilo. Kada stignu u “Serenu”, direktor Bari im saopštava da je Guden napustio dom bez objašnjenja, bez da je ostavio telefon i adresu.
Blokova majka sumnja da je Guden tek tako otišao i smišlja plan kako bi istražila pod kojm okolnostima je Guden nestao. Ona se prijavljuju za mesto u domu. Majka se pretvara da je izlapela, dok se Blok pretvara da brine o njoj. Dilan se pretvara da studira socijalni rad kako bi opravdao svoje česte posete domu. Dilan uspeva da zavede mladu medicinsku sestru i uzima joj kodiranu karticu za ulazak na specijalno odeljenje doma u kome nalazi Blanta koji se nalazi u polusvesnom stanju. Blant nije sposoban da govori, ali na dlanu Dilanove ruke crta slova kojima kaže “Pomozite Majklu”. Kasnije saznajemo da je Majkl zarobljen u jednoj prostoriji u domu, vidno podmlađen.
Prateći direktora Barija, Dilan stiže do tajanstvene prostorije u kome mu Bari objašnjava da se ispred njih nalazi izvor večne mladosti. Ovaj izvor, međutim, Bariju nije pomogao (iako je redovno pio vode sa njega). Bari se boji da sam skoču u vodu, pa gura Dilana da bi video šta će se desiti. Padajući, Dilan povlači Barija sa sobom. Bunarske vile pretvaraju Barija u sve mlađu osobu, da bi se na kraju pretvorio u fetus i nestao. Dilan je doživeo drugačiju sudbinu. Pošto su prošle kroz ceo njegov život, one su iznenađene količnom neverovatnog iskustva i vraćaju Dilana u sadašnje stanje. Nakon izlaska Dilan objašnjava Bloku da misli da se u vodi nalaze bića koja se hrane ljudskim životom, iskustvom, osećanjima, uspomenama i godinama života, ali da je Dilan kod njih izazvao neku “empatijskog lošeg varenja”, ta da su odlučile da njega poštede. str. 94
Epilog. Odlazeći iz Vikefroda, Blokova majka staje da pokupi autostopera. U pitanju je mladić u pilotskoj jakni koji se predstavio kao Trevis Guden.

## Značaj epizode
Posle epizode Mater morbi (#71), ovo je još jedna epizoda Dilan Doga koja se bavi zdravljem, ali i starošću. U ovoj epziodi autori zauzimaju anti-ejdžizam stav, naglašavajući da starost može da bude superiornija od mladosti. Ovaj stav personifikuje Blokova majka. Iako ima već 90 godina, ona je istovremeno prikazana kao osoba puna života i ideja u mnogo boljem zdravstvenom stanju od samog Bloka (uključujući i seksualni nagon). Za razliku od Bloka koji je zadovoljan rutinskim životom sa Penelopom, njegova majka razmišlja o udaji. Ona takođe osmišljava ceo plan istrage za Gudenom, dok Blok i Dilan, iako mnogo mlađi i detektivi po profesiji, uspevaju jedva da prate njene zamisli.

## Prethodna i naredna sveska
Prethodna sveska ZS sadržala je epizodu Teks Vilera pod nazivom Kazna za oholog pukovnika #18, dok je naredna bila epizoda Zagora pod nazivom Povratak Zimske Zmije #20.